# Tamazula
Tamazula é um município do estado de Durango, no México.